# Hipokamp (album)
Hipokamp – dziewiąta płyta sygnowana nazwiskiem Marka Napiórkowskiego, wydana 27 września 2019 roku przez Wydawnictwo Agora. To album na granicy gatunków, łączący wyrafinowane improwizacje jazzowe ze światem elektronicznych struktur dźwiękowych, progresywnego rocka, muzyki etno, funku oraz intrygujących dialogów instrumentów perkusyjnych. Premierowe Trio, oparte na dźwiękach elektrycznej gitary, analogowych syntezatorów (Jan Smoczyński) i stylowo brzmiącej perkusji (Paweł Dobrowolski), Napiórkowski postanowił wzbogacić obecnością multi-perkusjonisty – Brazylijczyka Luisa Ribeiro. Gościem specjalnym, który pojawia się na płycie, jest - ceniony w Europie i na świecie saksofonista jazzowy - Adam Pierończyk. 

## Muzycy
Marek Napiórkowski - gitary
Jan Smoczyński - instrumenty klawiszowe, syntezatory
Paweł Dobrowolski - perkusja
Luis Ribeiro - instrumenty perkusyjne
Adam Pierończyk – saksofon sopranowy (1,2)

## Lista utworów[3]
1. Hipokamp (Marek Napiórkowski)
2. Brainstorm (Marek Napiórkowski)
3. Niepokój (Marek Napiórkowski)
4. Profesor Kuppelweiser (Marek Napiórkowski)
5. Flashback (Marek Napiórkowski)
6. Space Oddity (David Bowie)
7. Quadrato Magico (Marek Napiórkowski)
8. Água e Vinho (Egberto Gismonti)
9. Absolute Beginners (David Bowie)

## Twórcy[4]
Wszystkie kompozycje: Marek Napiórkowski, z wyjątkiem: Space Oddity, Absolute Beginners (David Bowie), Água e Vinho (Egberto Gismonti)
Produkcja muzyczna: Marek Napiórkowski
Współpraca aranżacyjna: Jan Smoczyński, Paweł Dobrowolski
Nagranie, miks, mastering: Leszek Kamiński
Edycja: Jan Smoczyński, Robert Kubiszyn
Nagrano 12 i 13 maja 2019 w Studio S4 Polskiego Radia w Warszawie
Zdjęcia: Rafał Masłow
Autorem rzeźb i instalacji wykorzystanych na zdjęciach jest polsko-meksykański artysta Xawery Wolski.
Sesja odbyła się w Dworku Xawerego Wolskiego w Dańkowie.
Zdjęcia ze studia nagraniowego: Kasia Stańczyk
Projekt graficzny: Mariusz Mrotek
Koordynacja kreatywna: Marta Sołtys (Ms Muse)